# أندرو بيتر
أندرو بيتر هو سياسي كندي، ولد في 1953 بأوك باي في كندا. حزبياً، نشط في الحزب الديمقراطي الجديد في كولومبيا البريطانية ‏.